# Железничка станица Џеп
Железничка станица Џеп је једна од железничких станица на прузи Ниш-Прешево. Налази се у насељу Џеп у оптшини Владичин Хан. Пруга се наставља ка Момином камену у једном и Предејану у другом смеру. Железничка станица Џеп састоји се из 3 колосека.